# 空軍士官學校 (韓國)
空軍士官学校，也称星武臺，是韩国旨在培养空军高级职员及将领的军事院校。